# 任妄
任妄（?—?），秦康公时的秦国大夫。
秦康公命人修筑供游乐用的高台历时三年，楚国人起兵，将要攻打齐国。任妄说：“饥荒之年会召来敌兵，疾病瘟疫会召来敌兵，百姓劳苦会召来敌兵，政局混乱会召来敌兵。国君建筑高台已经三年，如今楚国起兵要攻打齐国，臣怕他们打齐国是虚张声势，袭击秦国为实，不如加以防备。”于是秦康公派军防守东境，楚国于是停止了行动。